# NGC 4316
NGC 4316 (другие обозначения — UGC 7447, MCG 2-32-17, ZWG 70.35, VCC 576, IRAS12201+0936, PGC 40119) — спиральная галактика (Sc) в созвездии Дева.
Этот объект входит в число перечисленных в оригинальной редакции «Нового общего каталога».
В галактике вспыхнула сверхновая SN 2003bk типа II, её пиковая видимая звездная величина составила 17,0.